# کارلو مورناتی
کارلو مورناتی (انگلیسی: Carlo Mornati؛ زادهٔ ۱۶ مارس ۱۹۷۲) قایقران روئینگ اهل ایتالیا است.